# Zorki

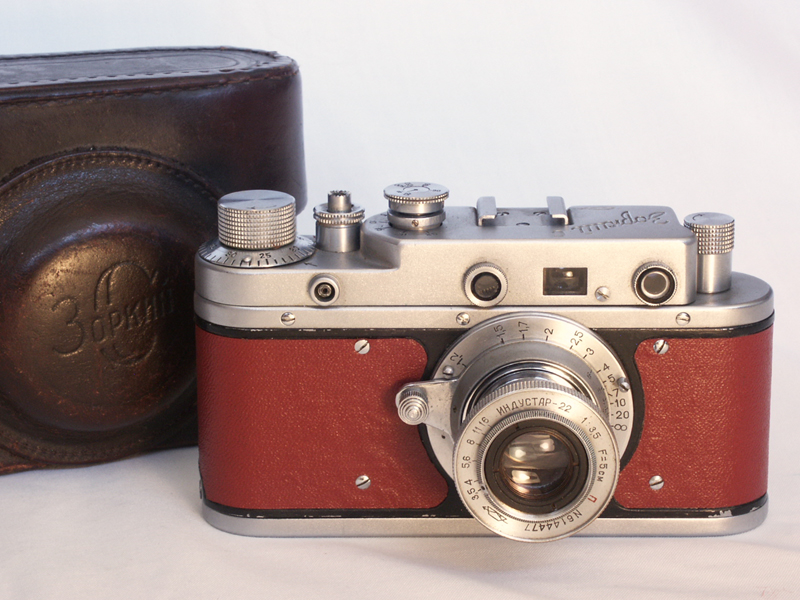
Zorki S (1955)

Zorki (en rus: Зоркий) fou una sèrie de càmeres telemètriques de 35mm, fabricades a la Unió Soviètica entre els anys 1948 i 1978.
Les càmeres Zorki consistien inicialment en una versió molt més barata de la Leica II, tot i que posteriorment nous models mostrarien remarcables diferències respecte les telemètriques alemanyes. Aquestes càmeres es produïen a la Fàbrica Mecànica Krasnogorsk (KMZ), que també fabricava les càmeres SLR Zenit.

## Història
Durant la Segona Guerra Mundial, la fàbrica soviètica de càmeres telemètriques FED va ser evacuada a causa de l'avanç de les tropes alemanyes. Un cop acabada la guerra, amb la fàbrica de la KMZ destruïda, va complicar-se la represa de la producció de càmeres FED, pel que la companyia va iniciar una sèrie de càmeres sota el logo FED-Zorki.
Quan la fàbrica de càmeres FED va poder tornar a produir, la companyia KMZ va decidir seguir produint la sèrie Zorki, però enfocada a l'exportació, mentre que la sèrie FED es mantindria dins el mercat nacional. Així doncs, el disseny de les càmeres Zorki va canviar, orientant-se més al mercat internacional.

## Models

### Zorki

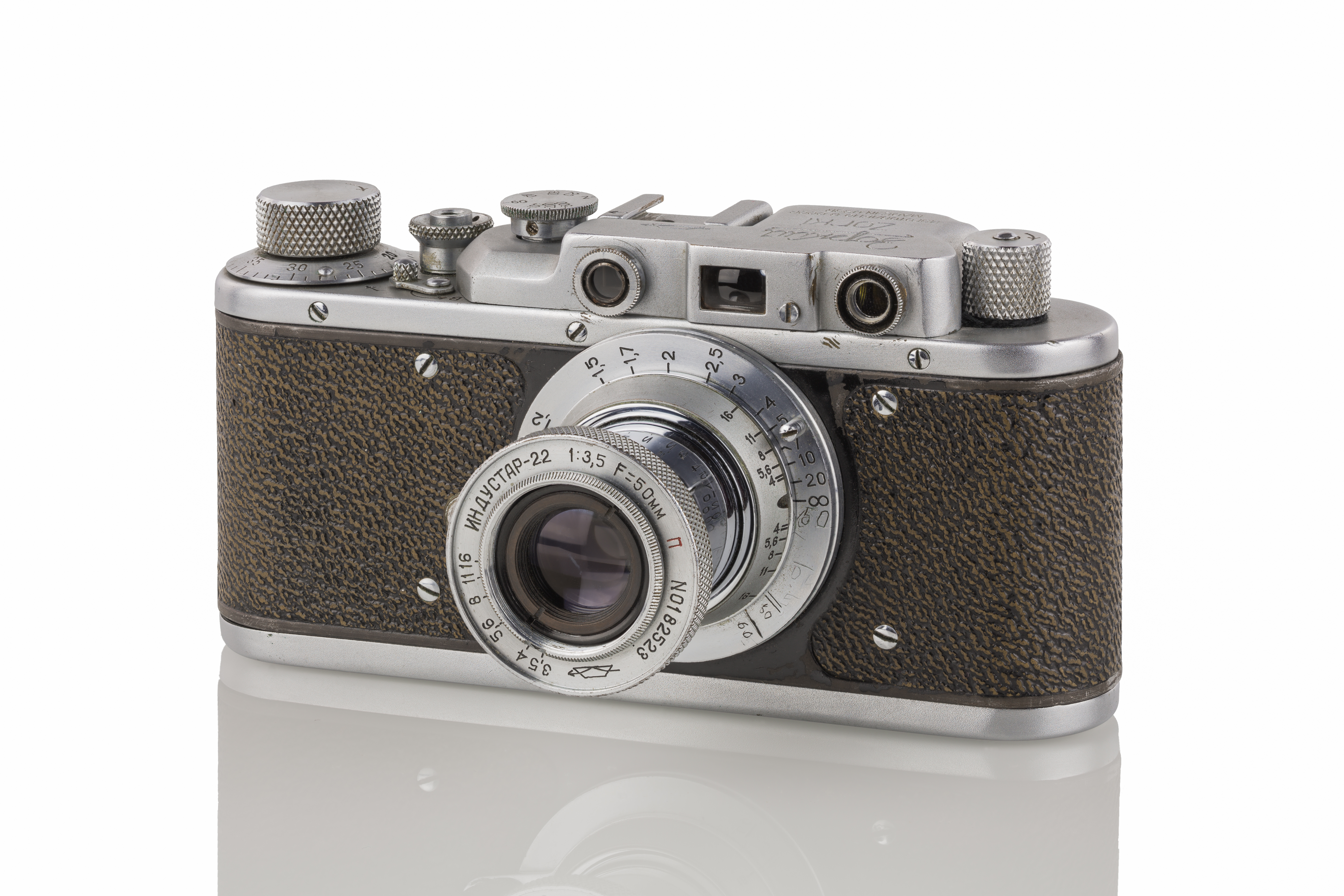
Zorki-1 (1947-1956)

El primer model de Zorki consistia en una rèplica exacta de la Leica II (1932). Portava incorporada un objectiu Industar-22 de 50mm f/3.5, i va ser produïda des de 1947 fins al 1956. Més endavant el model Zorki S de 1955 va afegir un mecanisme de sincronització de flaix.

### Zorki-2
La Zorki-2, produïda entre 1954 i 1956, era idèntica a la Zorki-1, però incorporava un temporitzador automàtic.

### Zorki-3
Produïda des de 1951 i fins al 1956, la Zorki-3 s'apropava més a la Leica III. A diferència de les anteriors Zorki, aquesta fou la primera en combinar el telèmetre i el visor en una sola peça. A més a més, tots els models de Zorki-3 tenien ajustament diòptric per adaptar el visor als usuaris amb problemes de vista.
Aquesta és possiblement la càmera telemètrica soviètica més difícil de trobar actualment.

### Zorki-4

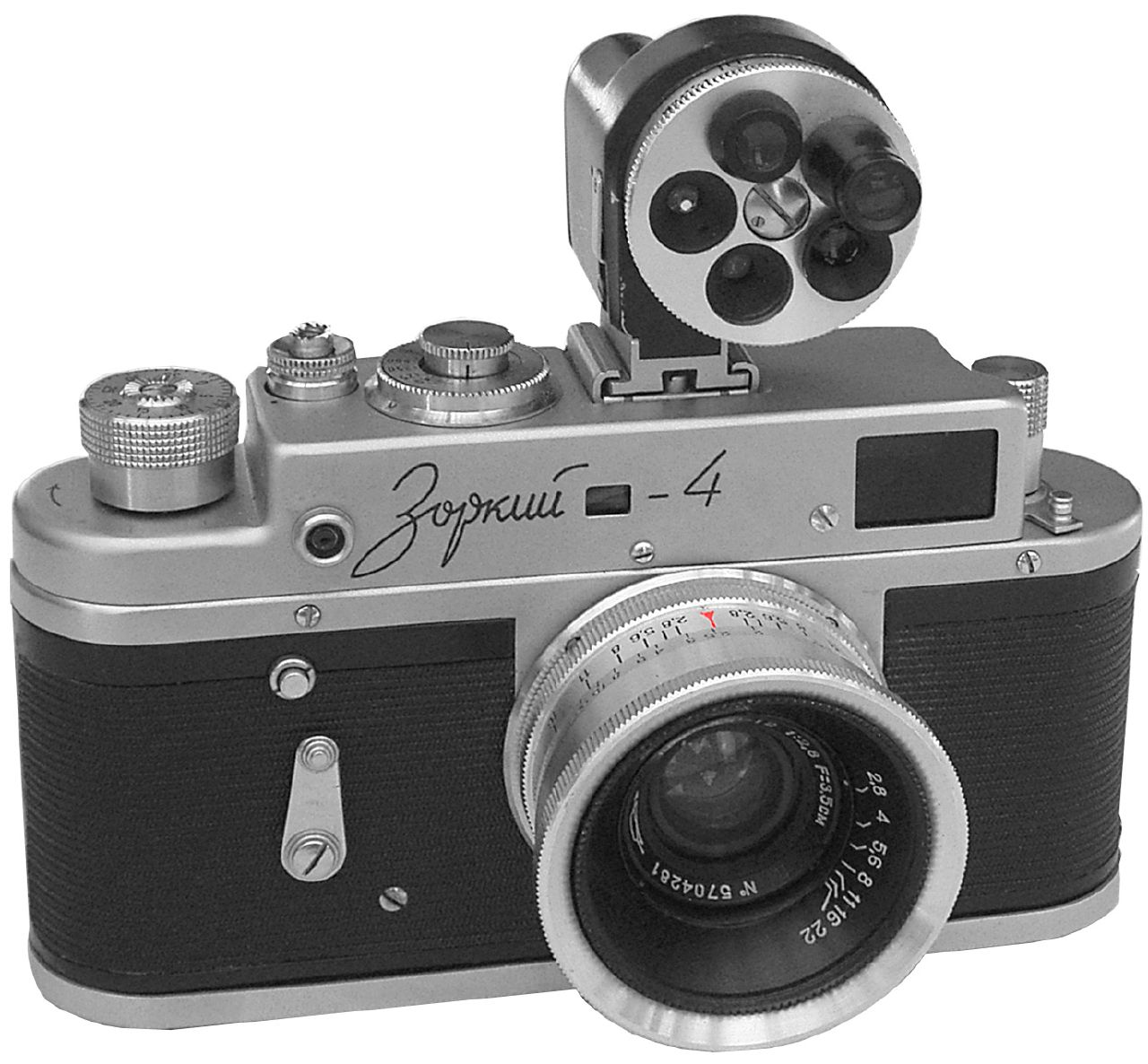
Zorki-4 (1956-1973)

La Zorki-4 fou la primera càmera de la sèrie Zorki en ser exportada massivament arreu del món, guanyant-se la reputació d'ésser una de les millors càmeres russes. Va ser produïda des del 1956 fins al 1973, arribant a fabricar gairebé 2 milions d'unitats.
La càmera Mir fou una versió posterior de la Zorki-4 amb un cost més reduït, ja que estava orientada principalment per l'ús domèstic. Els costs van ser reduïts eliminant les velocitats d'obturació lentes, tenint aleshores: 1/30s, 1/60s, 1/125s, 1/250s, 1/500s i BULB.

### Zorki-5
La Zorki-5, produïda entre els anys 1958 i 1959, era un model de Zorki actualitzat i millorat, similar a la FED-2. Aquesta càmera tenia dos models, el primer -del 1958- tenia incorporat un objectiu Industar-22, mentre que el segon -de 1959- tenia un Industar-50.

### Zorki-6
Idèntica a la Zorki-5, presentava canvis en la manera de carregar-hi les pel·lícules, ja que en comptes d'obrir-se per sota s'obria per la part del darrere. Fou produïda entre 1958 i 1966.

### Zorki-10

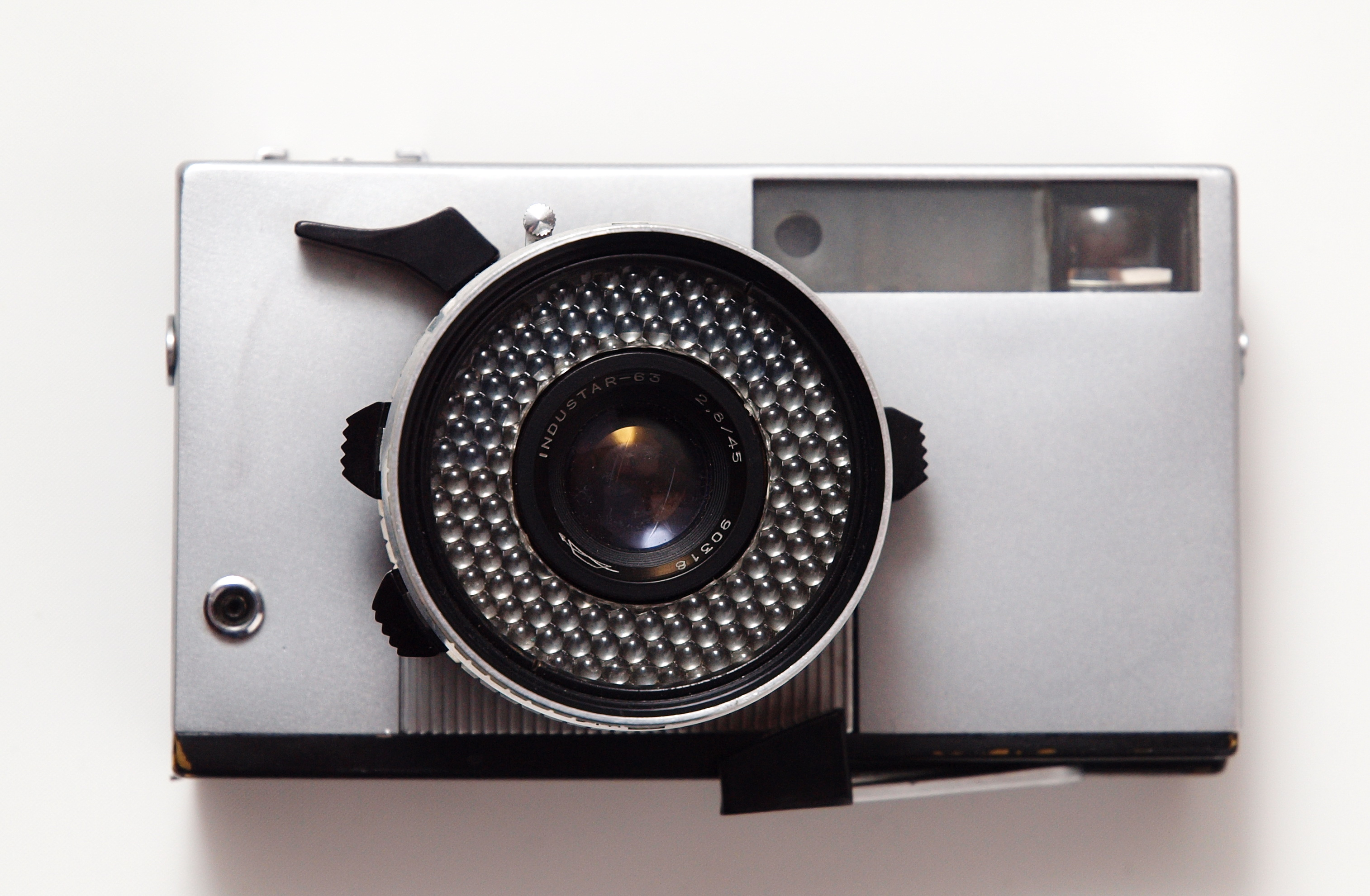
Zorki-10 (1964-1977)

Aquesta càmera, produïda entre 1964 i 1977, tenia els paràmetres d'exposició automàtics, i fu dissenyada per utilitzar pel·lícules de 35 mm perforades.
Va guanyar la medalla d'or a la Fira Mundial de Leipzig el 1965.

### Zorki-11
La Zorki-11 consistia bàsicament en una versió més barata de la Zorki-10. Va ser produïda entre 1964 i 1968.

### Zorki-12
La Zorki-12 fou l'últim model de la sèrie Zorki, essent una modificació de la Zorki-11, a part d'estar completament redissenyada. Utilitzava pel·lícules Agfa, que en aquells moments no estaven disponibles a la unió Soviètica, pel que se'n va produir sols 7.200 unitats. Fou produïda entre 1967 i 1968.

## Llista de càmeres Zorki
Llista de tots els models de la sèrie Zorki, ordenats cronològicament.
- FED-Zorki (1947-1949)
- Zorki (1947-1956)
- Zorki-3 (1951-1956)
- Zorki-3M (1954-1956)
- Zorki-2 (1954-1956)
- Zorki-C (1955-1958)
- Zorki-2C (1955-1960)
- Zorki-3C (1955-1956)
- Zorki-4 (1956-1973)
- Zorki-5 (1958-1959)
- Zorki-6 (1958-1966)
- Mir (1959-1961)
- Zorki-10 (1964-1977)
- Zorki-11 (1964-1968)
- Zorki-12 (1967-1968)
- Zorki-4K (1972-1980)